# Пьянов, Валерий Александрович
Валерий Пьянов (23 августа 1940, Москва — 3 сентября 2012, Москва) — русский художник-нонконформист, представитель московского андеграунда 1960-х — 80-х годов, специалист в области реставрации древнерусской живописи. В 70-х — 80-х годах в составе групп «17 московских художников», «20 московских художников», «21» «Мир живописи» и др. принимал активное участие в выставочной деятельности Живописной секции Московского объединённого комитета художников-графиков в выставочном зале на Малой Грузинской.

## Биография
Пьянов Валерий Александрович родился в 1940 году в Москве. Окончил Центральную Художественную школу. Как художник и реставратор формировался в классах известного специалиста по древнерусскому искусству профессора Сергея Степановича Чуракова. Участвовал и руководил реставрационными работами памятников живописи XII—XVII веков в Великом Новгороде, Ярославле, Ростове Великом, Боровске, Соликамске, в течение восьми лет работал над реставрацией соборов Московского Кремля, собора Смоленской Богоматери и Новодевичьего монастыря, реставрировал алтарную часть Троицкого Собора Свято-Данилова монастыря. Принимал участие в реставрации работы Рембрандта «Артаксеркс, Аман и Эсфирь» (ГМИИ им. Пушкина). Возглавляя бригаду реставраторов в Церкви Спаса Преображения в Великом Новгороде, открыл, ранее неизвестные, фрески выдающегося византийского живописца Феофана Грека, однако, в 1968 году был отстранён от дальнейшего руководства реставрационными работами за публичное осуждение ввода советских войск в Чехословакию.
Работал над восстановлением Трапезной палаты в Оптиной Пустыне. В 1991 г. в рамках международного реставрационного проекта участвовал в восстановление фресок XI—XVII веков в часовне Св. Анастасии в Сале Сан Джовани (Италия).

## Творчество
Основным предметом художественного исследования становится для В. Пьянова архитектурный ансамбль, трактуемый им как воплощение национального духа. Памятники русского зодчества, а позднее европейского и восточного, выступают на полотнах художника в качестве знаков некоего праязыка мировой культуры.
В 60-х — 70-х годы художник сохраняет свою связь с реалистической традицией. Его стиль близок к экспрессионизму. Позднее архитектурные образы формализуются, становятся все более абстрактными, оставаясь, однако, при этом всегда узнаваемыми. Размышления художника об истории России воплощены в живописных циклах «Российский Вавилон» и «Российские Помпеи», создаваемых на протяжении многих лет. В образах запечатлённых на картинах руин всегда присутствует надежда на их возрождение. Хаосу и энтропии Валерий Пьянов противопоставляет христианские ценности, нашедшие своё воплощение в образах православных подвижников («Варлаам Хутынский»), в полотнах евангельского цикла («Вознесение», «Преображение»); в картинах, разрабатывающих вопросы христианской теологии («Сферическая книга»), работах, посвящённых сюжетам Старого Завета («Сусанна и старцы», «Библейский сюжет»). В творчестве Валерия Пьянова осуществлён синтез древнерусской художественной традиции и модернистских живописных приёмов.

## Работы находятся в собраниях
Работы Валерия Пьянова находятся в Государственной Третьяковской галерее, Коллекции нонконформистского искусства из Советского Союза Нортона и Нэнси Додж (Музей Джейн Вурхис Зиммерли при кампусе Нью-Брансуик Рутгерского университета в Нью-Джерси, США), в Художественном фонде Татьяны и Натальи Колодзей (Kolodzei Art Foundation, Inc., USA), в Музее храма Христа Спасителя, в музее Ватикана, в Музее Современного Искусства в Стокгольме, в Музее «Другое искусство», в Новгородском Государственном Музее, в художественном собрании Югорского Акционерного Банка, собрании Э. Фукса, в частных коллекциях Европы, Австралии, ЮАР, стран Северной и Южной Америки.

## Основные выставки
- 1963 г. Персональная выставка в Музее древнерусской культуры и искусства им. А. Рублёва
- 1976 −1994 — Активное участие в выставках Горкома графиков, в том числе, участие в выставках групп «17», «21» и «Мир живописи»
- 1988 г.- выставка «Экспресс-авангард» Москва-Вена (Австрия)
- 1990 — Персональная выставка в муниципалитете г. Мурацано (Италия)
- 1991 — Галерея «Этаж» (Стокгольм, Швеция)
- 1992 — Выставка в Культурном центре г. Кудильеро (Испания)
- — Международная выставка искусств в г. Хихон (Испания)
- — Выставка в культурном центре г. Ноймаркт (Австрия)
- 1993 — Выставка «IBM и поддержка искусства» (организованная при содействии Kolodzei Art Foundation и галереи «МАРС»)
- 1994 — Выставка «Альтернатива», организованная Правительством Москвы, фирмой «Маймери» (Италия) и Российским благотворительным фондом «Нет алкоголизму и наркомании» («НАН»)
- 1995 — Персональная выставка в галерее «Moscow Fine Art» (Москва)
- 1997 — Выставка «Мисс Москва-850» (галерея «Moscow Fine Art»)
- 1999 — Выставка художественного собрания общества «Нормандия-Неман» (Москва)
- 2000 — Персональная выставка «Единство реального и ирреального» в музее Н. К. Рериха
- 2000 — Выставка «Ураган времени» (Сан-Ремо, Италия)
- 2001 — Выставка «Новая эра — новое в искусстве» (Москва, ВВЦ)
- 2003 — Выставка в «Музее Воды» (Лиссабон, Португалия)
- 2004 — Персональная выставка в галерее «Vita Nova» (Бостон, США)
- 2007 — Выставка в Государственном Центре Современного Искусства «МОСКВА — НЬЮ- ЙОРК. Сеанс одновременной игры» (собрание Натальи и Татьяны Колодзей).
- 2009 — Персональная выставка в галерее «Антик» (Москва)
- 2017 — Выставка «Валерий Пьянов. За гранью Видимого» (Москва, «Галерея на Чистых прудах»)